# Gerhard Simon (Slawist)
Gerhard Simon (* 8. September 1937) ist ein deutscher Slawist und Hochschullehrer.

## Leben
Gerhard Simon studierte Geschichte und Slawistik an den Universitäten Göttingen, Hamburg und an der Indiana University.
1969 wurde er in Hamburg mit einer Dissertation zur Kirchenpolitik im Russischen Kaiserreich zum Dr. phil. promoviert. Ab 1968 war er als wissenschaftlicher Mitarbeiter am Bundesinstitut für ostwissenschaftliche und internationale Studien in Köln tätig. Von 1991 bis 2000 war er hier Leiter des Forschungsbereichs Russland und andere Staaten der GUS. Zuletzt war er Leitender Wissenschaftlicher Direktor im Bundesinstitut; kurz nach dessen Auflösung zum Ende des Jahres 2000 wurde er 2001 in den Ruhestand verabschiedet.
1985 habilitierte er sich an der Universität zu Köln für neuere und osteuropäische Geschichte mit einer Arbeit zu Nationalismus und Nationalitätenpolitik in der Sowjetunion und lehrte hier seit 1991 als außerplanmäßiger Professor.
Gastprofessuren führten ihn an die Universität München, die Humboldt-Universität Berlin und die Universität Mainz. Er ist Fellow des Russian Research Center an der Harvard University und absolvierte ein Fellowship am Kennan Institute des Wilson Center.
Während der Krise in der Ukraine 2014 wurde er häufig als Experte in den Medien befragt.

## Schriften (Auswahl)
- Konstantin Petrovič Pobedonoscev und die Kirchenpolitik des Heiligen Sinod 1880–1905 (= Kirche im Osten. Bd. 7). Vandenhoeck & Ruprecht, Göttingen 1969
- Die Kirchen in Russland. Berichte, Dokumente. Manz, München 1970, ISBN 3-7863-0100-X
- mit Astrid von Borcke: Neue Wege der Sowjetunion-Forschung. Beiträge zur Methoden- und Theoriediskussion (= Osteuropa und der internationale Kommunismus. Bd. 6). Nomos-Verlagsgesellschaft, Baden-Baden 1980, ISBN 3-7890-0563-0
- Nationalismus und Nationalitätenpolitik in der Sowjetunion. Von der totalitären Diktatur zur nachstalinschen Gesellschaft (= Osteuropa und der internationale Kommunismus. 16). Nomos-Verlagsgesellschaft, Baden-Baden 1986, ISBN 3-7890-1249-1
- (Hrsg.): Weltmacht Sowjetunion. Umbrüche, Kontinuitäten, Perspektiven. Verlag Wissenschaft und Politik, Köln 1987, ISBN 3-8046-8689-3
- (Red.): Sowjetunion 1990/91. Krise – Zerfall – Neuorientierung. Hanser, München/Wien 1991, ISBN 3-446-16384-0
- mit Nadja Simon: Verfall und Untergang des sowjetischen Imperiums. Mit zahlreichen Dokumenten (= dtv. 4598). Deutscher Taschenbuch-Verlag, München 1993, ISBN 3-423-04598-1
- (Hrsg.): Die neue Ukraine. Gesellschaft – Wirtschaft – Politik (1991–2001). Böhlau, Köln/Weimar/Wien 2002, ISBN 3-412-12401-X
- Vom zivilgesellschaftlichen Protest zur Revolution. In: Ukraine-Analysen. Nr. 127, 11. Februar 2014, S. 19 f. (PDF)